# Piero Portaluppi
Pietro Portaluppi, noto come Piero Portaluppi (Milano, 19 marzo 1888 – Milano, 6 luglio 1967) è stato un architetto, urbanista e storico dell'architettura italiano.

## Biografia
Figlio di un ingegnere edile, studia a Milano laureandosi al Regio Istituto Tecnico Superiore (il futuro Politecnico) nel 1910, e iniziando contemporaneamente l'attività professionale e la carriera accademica. A parte piccoli lavori, la sua prima attività è caratterizzata, tra il 1912 e il 1926, dalla progettazione di centrali idroelettriche per le "Imprese elettriche Conti", localizzate in val d'Ossola. Durante la Grande Guerra Portaluppi presta servizio militare come ufficiale nel Genio.
Nel giugno del 1913 Portaluppi sposa Lia Baglia, nipote di Ettore Conti, che nel 1939 verrà da lui adottata in ex sorore. Dal loro matrimonio nasceranno nel 1914 Luisa e nel 1917 Oreste. Dopo la guerra riprende l'attività professionale, continuando a progettare centrali idroelettriche (in Valtellina) ed elettriche fino al 1930. Ottiene importanti committenze dall'alta borghesia milanese tra cui la Casa Atellani in Corso Magenta, il Palazzo della Banca Commerciale Italiana (1928-1932) e il Planetario Hoepli (1929-1930); tra i progetti residenziali ricordiamo il palazzo per la società Buonarroti-Carpaccio-Giotto (1926-1930), la casa Crespi in corso Venezia (1927-1930), il palazzo Crespi in piazza Crispi (1928-1932).

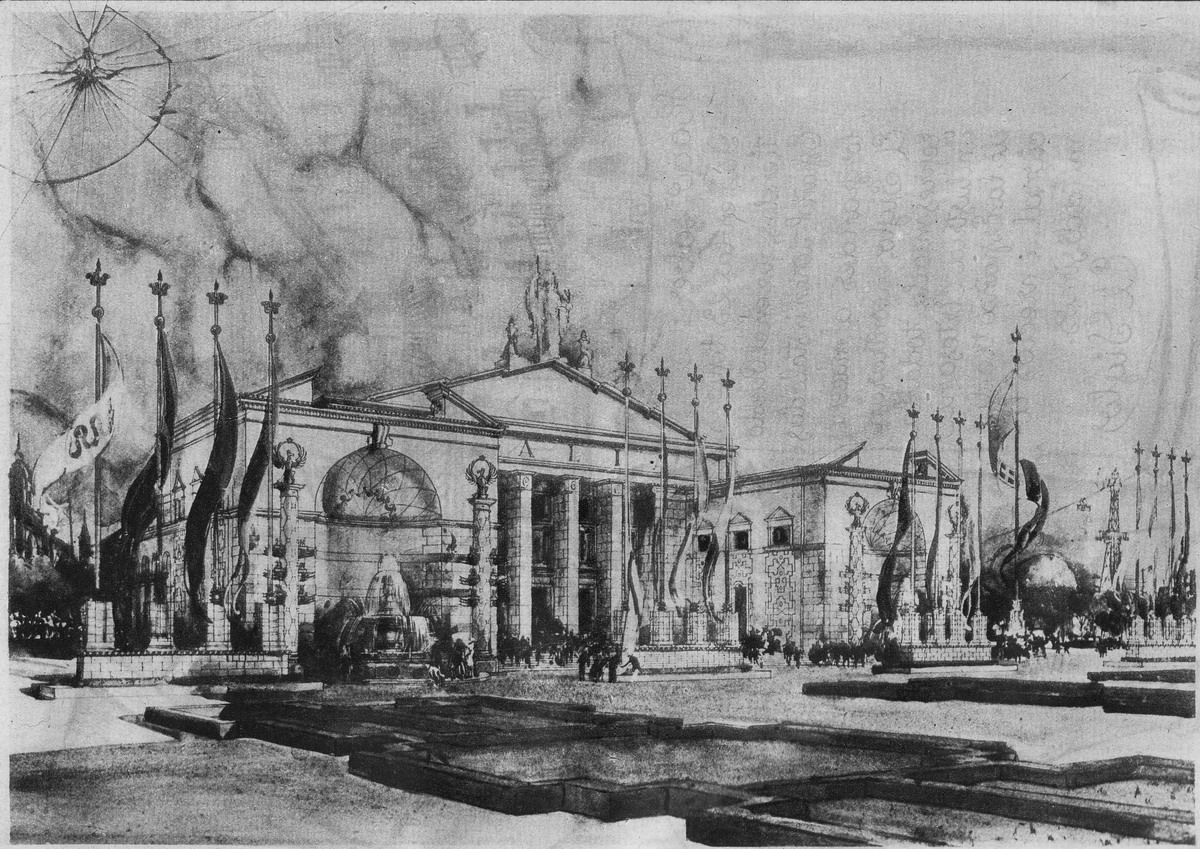
Padiglione italiano all'esposizione di Barcellona nel 1929

Attivo anche nell'edilizia industriale, progetta gli stabilimenti per la Società Ceramica Italiana di Laveno. Tra il 1925 e il 1928, progetta i padiglioni Alfa Romeo, Agip e Pirelli alla Fiera di Milano. Nel 1929 realizza il padiglione italiano per l'Esposizione Universale di Barcellona. Nel 1926 con Marco Semenza, fratello maggiore degli ingegneri Camillo e Carlo Semenza, vince il concorso per il Piano Regolatore di Milano. Negli anni trenta si consolida la sua attività professionale, mentre il linguaggio architettonico si sposta verso episodiche suggestioni razionaliste, come per la Casa del Sabato degli Sposi, realizzata con i BBPR e altri per la V Triennale di Milano del 1933. Tra il 1934 e il 1938 Portaluppi restaura la chiesa di Santa Maria delle Grazie (di cui tra il 1944-1948 curerà la ricostruzione dopo i danni bellici). Su commissione della Federazione Fascista Piero Portaluppi progetta la Torre Littoria sul fianco sinistro di Palazzo Castani dove il 23 marzo 1919 Benito Mussolini aveva fondato il primo Fascio di Combattimento di Milano.
Piero Portaluppi fu protagonista dei principali episodi di rinnovo urbano promossi a Milano dal Fascismo e dal grande capitale finanziario. Dopo la guerra, nonostante procedimenti di epurazione, continua l'attività di insegnamento come preside della Facoltà di architettura e vari impegni istituzionali (presidente dell'Ordine degli architetti, membro del CNR), mentre rallenta l'attività professionale, anche se i suoi progetti del periodo riguardano importanti edifici storici milanesi: Brera, convento di San Vittore, Ospedale Maggiore, Piccola Scala, sagrato di Piazza Duomo con Giannino Castiglioni, che scolpirà a Lierna una delle porte del Duomo. Agli anni 1949-1955 risale il palazzo della Riunione Adriatica di Sicurtà, a  Forlì, nella centrale Piazza Aurelio Saffi. Negli anni cinquanta realizza inoltre un progetto con il designer Gualtiero Galmanini. Viene sepolto al Cimitero Monumentale di Milano. Il nome di Piero Portaluppi ha meritato l'iscrizione al Famedio del medesimo cimitero.

## Opere

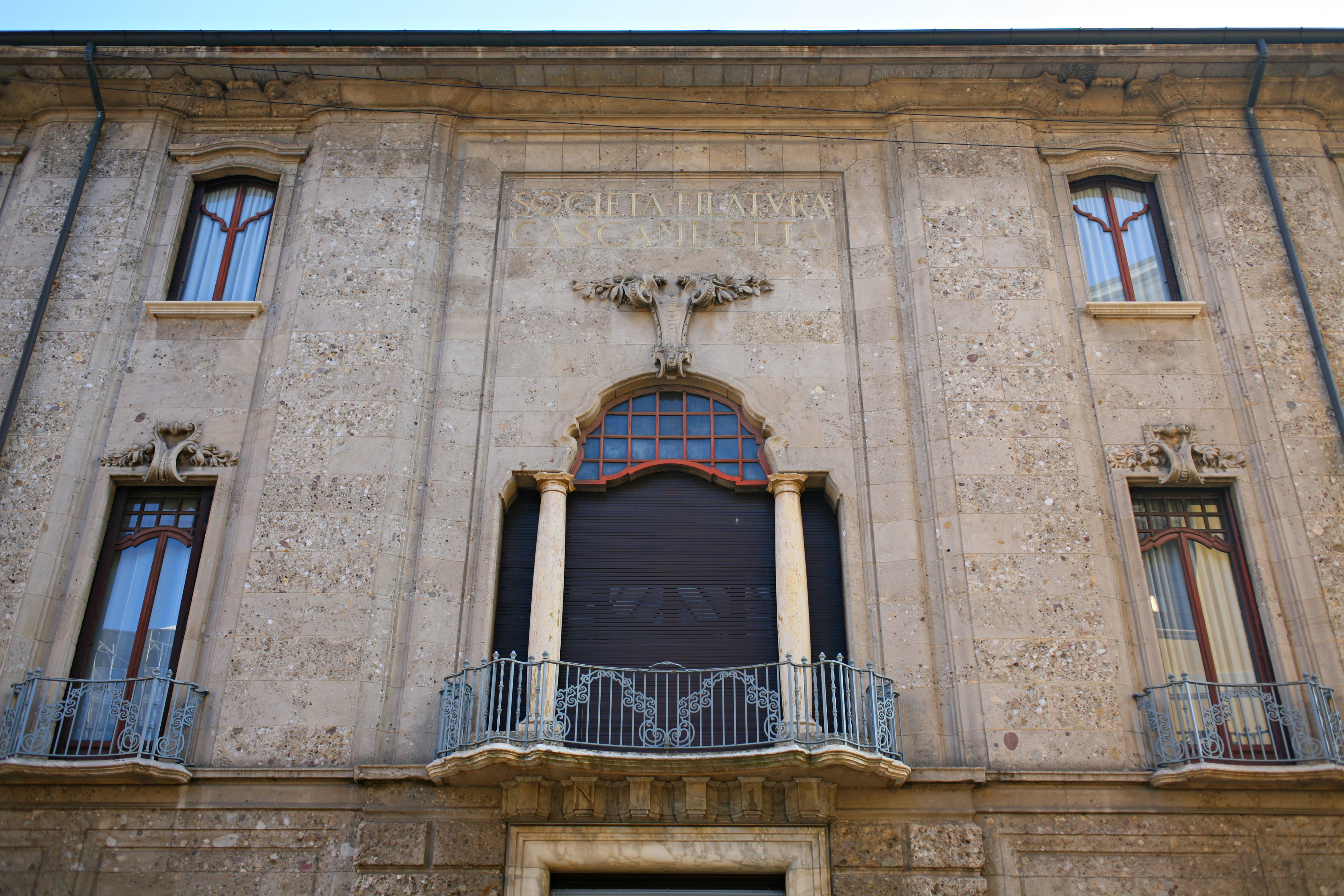
Sede della Società Filatura Cascami Seta (1920-1924)

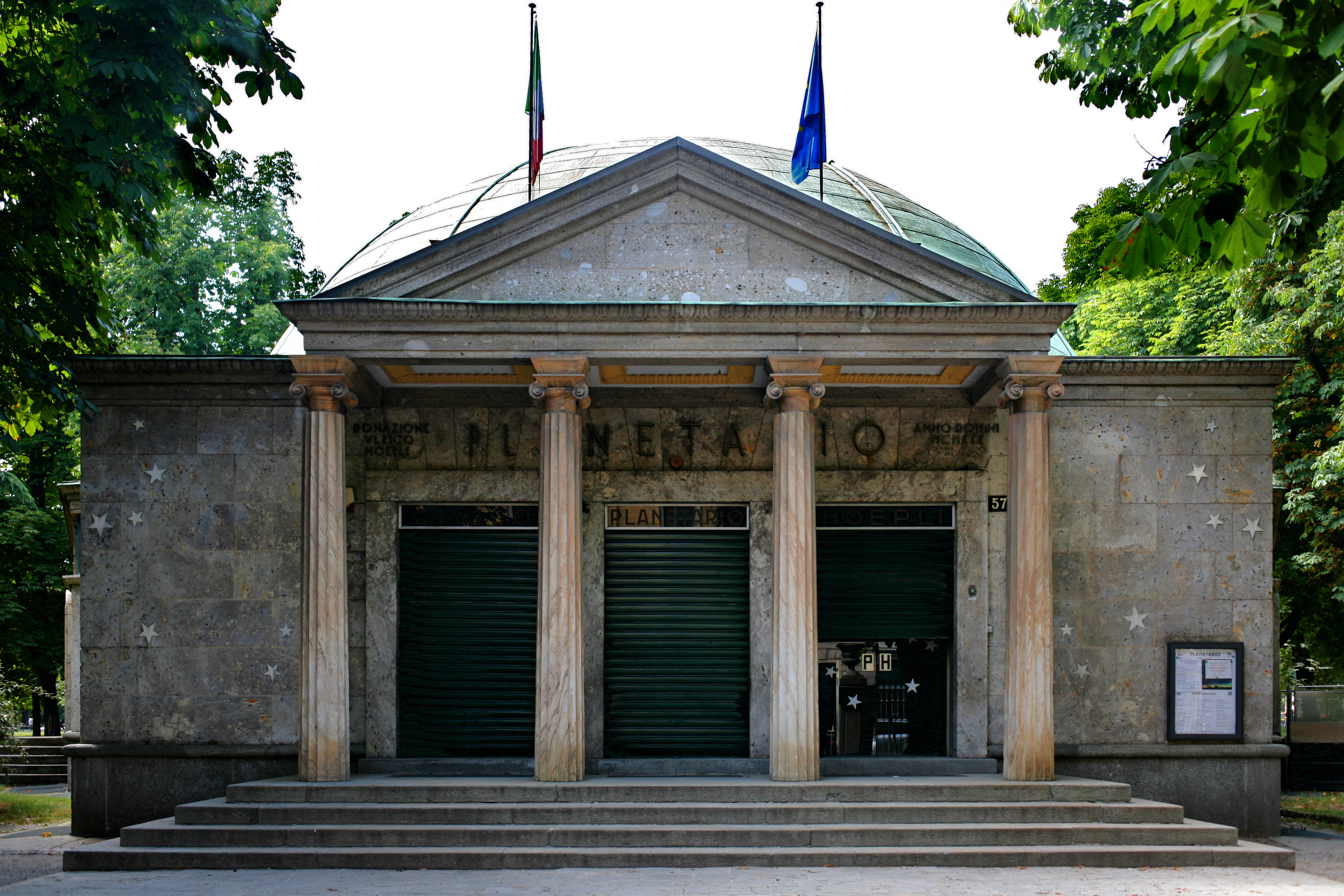
Planetario di Milano (1930)

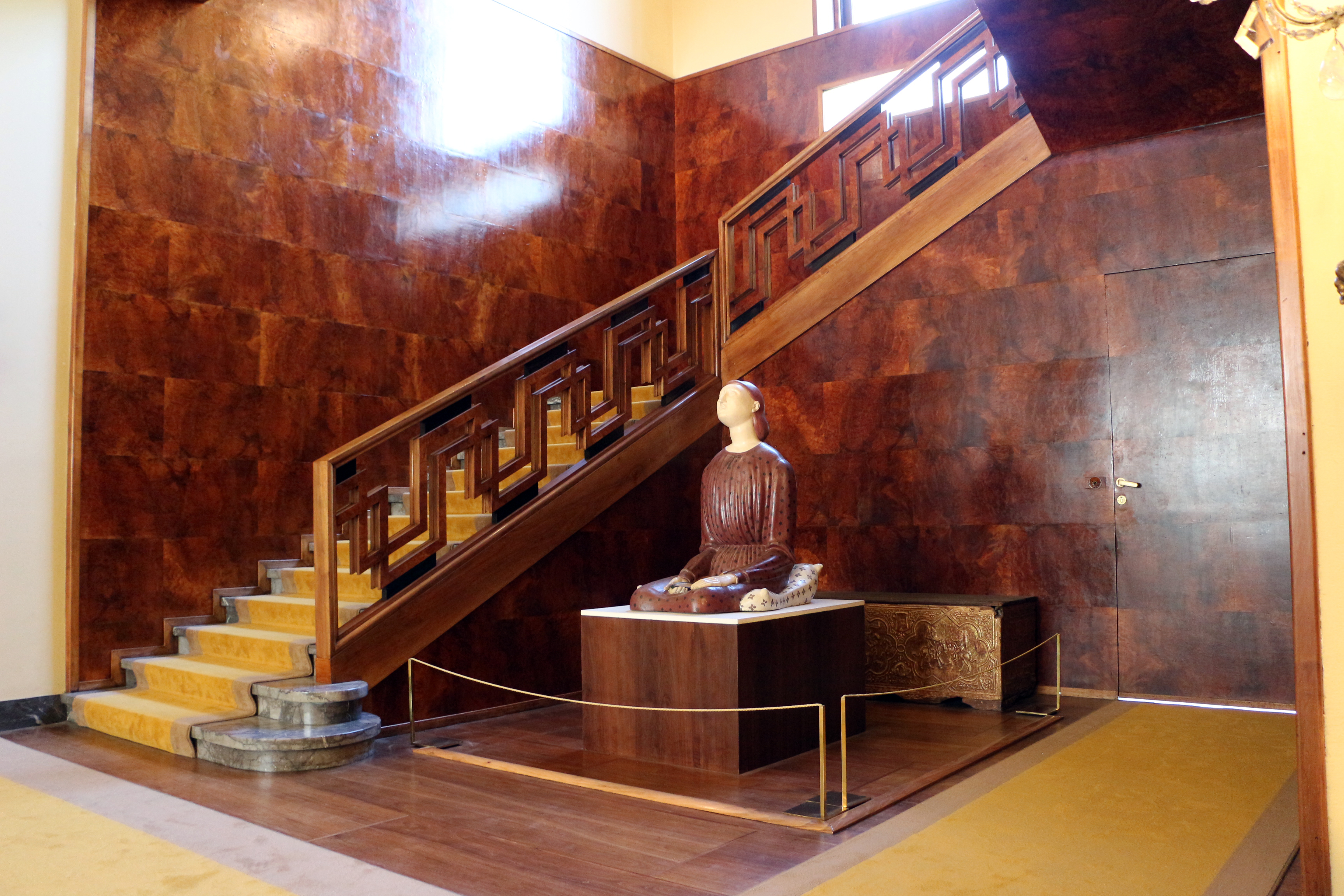
Atrio di Villa Necchi Campiglio (1932-1935)

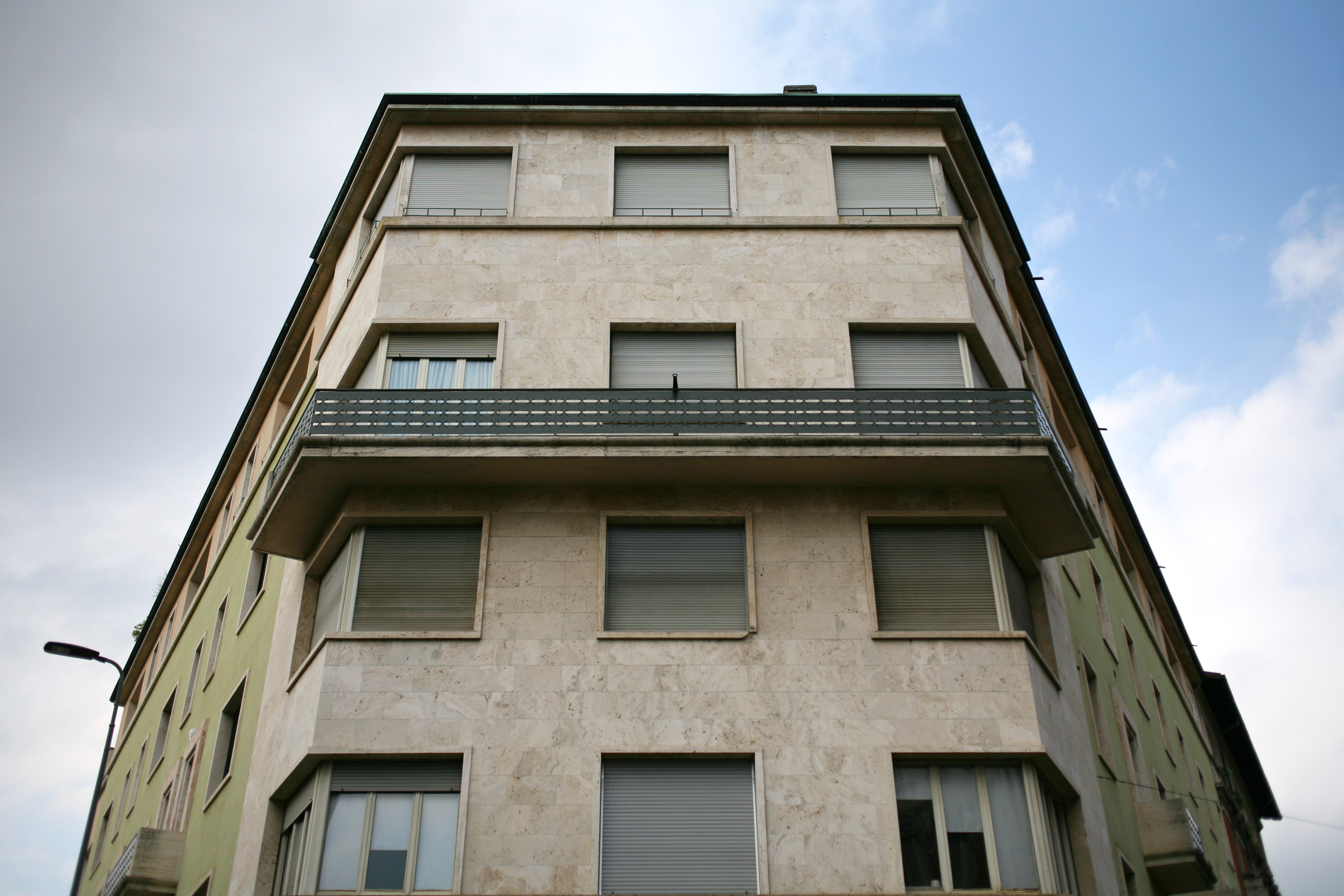
Facciata angolare di Casa Lentati (1934-1936)

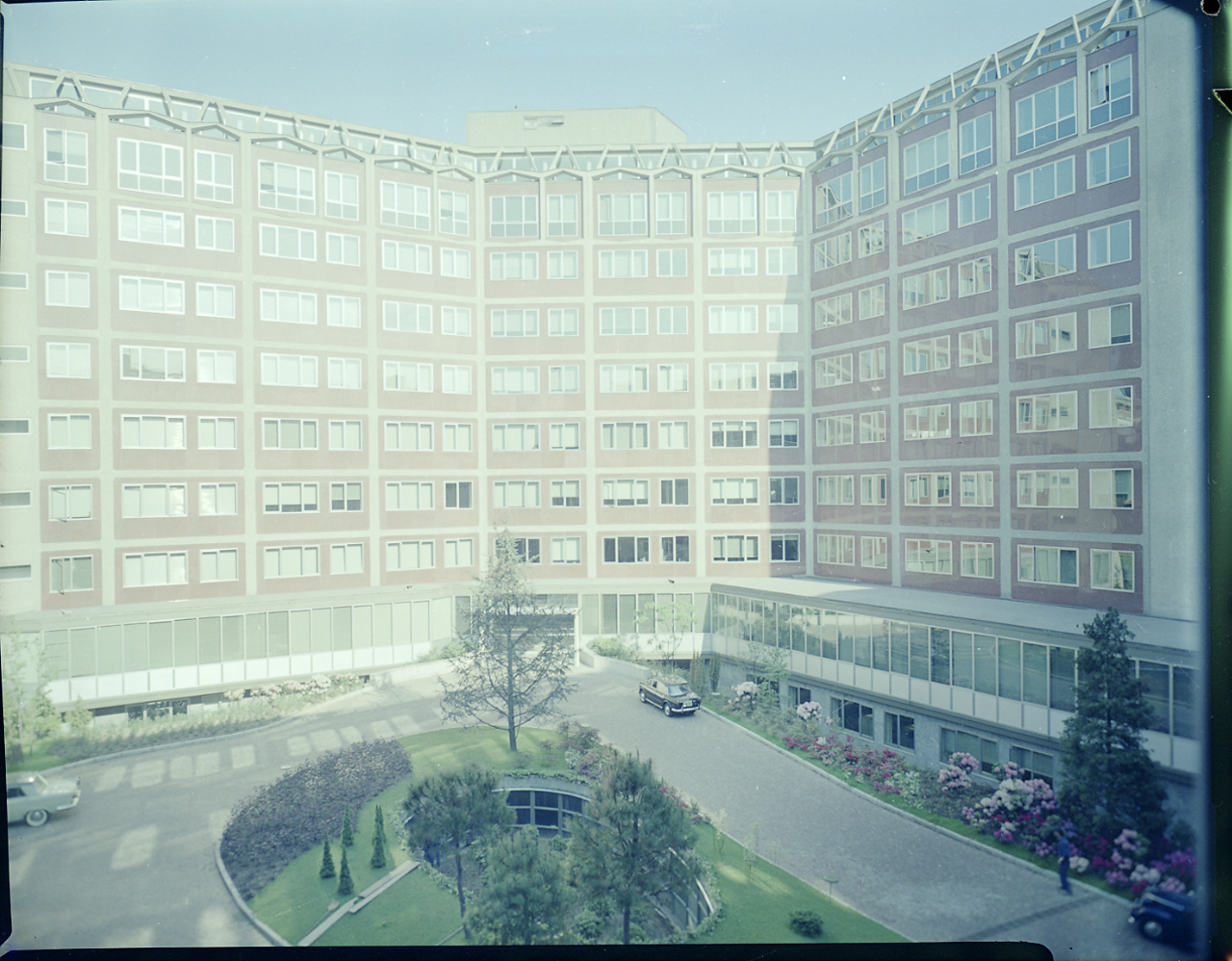
Edificio RAS, Milano (con Gio Ponti, Gualtiero Galmanini, Alberto Rosselli e Antonio Fornaroli) 1962

Qui di seguito alcune delle opere principali dell'architetto Portaluppi, riportate in ordine cronologico.
- Sede del Linificio e Canapificio Nazionale in via Ansperto a Milano (1919-25, 1936-38)
- Casa degli Atellani in corso Magenta a Milano (1919-21, 1943, 1946-52), con Gualtiero Galmanini
- Sistemazione ricostruzione della Pinacoteca di Brera (1919-50), con Gualtiero Galmanini
- Sede per la Società Filatura Cascami Seta in via Santa Valeria a Milano (1920-24)
- Restauri di Casa Girola in via Broletto a Milano (1925, 1935)
- Albergo diurno Venezia in piazza Oberdan a Milano(1924-1926)
- Albergo della Formazza alla Cascata del Toce (Verbania) (1922-23, 1925-29)
- Stabilimento della Società Ceramica Italiana a Laveno Mombello (Varese) (1924-26)
- Sede della Società Metallurgica Italiana in via Leopardi a Milano (1924-26)
- Politeama in corso Cavour a Pavia (1925- 1927)
- Sagrato Duomo di Milano (1926-29, 1964), con Gualtiero Galmanini
- Palazzo della società Buonarroti-Carpaccio-Giotto in corso Venezia a Milano (1926-1930)
- Casa Crespi in corso Venezia a Milano (1927-1930),
- Casa Brambilla in corso Vercelli 53 a Milano (1911-13),
- Palazzo Crespi in corso Matteotti a Milano (1928-32, con Cesare Chiodi).
- Palazzo della Banca Commerciale Italiana (1928-1932)
- Casa d'appartamenti Bassanini in viale Coni Zugna e via Foppa (1928-29, 1930-34), con Gualtiero Galmanini
- Restauro della Fagianaia nel parco reale di Monza a sede del Golf Club Milano (1928-30)
- Padiglione italiano all'Esposizione Internazionale di Barcellona (1928-29, demolito)
- "Wagristoratore" al passo San Giacomo (Verbania) (1929-30, demolito)
- Planetario Hoepli in corso Venezia a Milano (1929-30)
- Case Radici-Di Stefano in via Aldrovandi, via Jan a Milano (1929-31)
- Restauro della Casa degli Omenoni a Milano (1929)
- Restauro della chiesa di Santa Maria delle Grazie a Milano (1929-31, 1934-38).
- Palazzo dell'Istituto Nazionale delle Assicurazioni in piazza Diaz a Milano (1932-37)
- Casa del Sabato degli Sposi alla V Triennale di Milano (1932-33, demolita, con BBPR, Lucio Fontana, Umberto Sabbioni, Luigi Santarella, Pietro Chiesa).
- Villa Necchi Campiglio, in via Mozart a Milano (1932-35)
- Casa Corbellini-Wassermann in viale Lombardia a Milano (1934-1936)
- Casa Lentati, in via Telesio a Milano (1934-1936)
- Cappella famiglia Cavacini, cimitero comunale di Castel Frentano (anni '30), la cappella fu commissionato al Portaluppi da Carlo Cavacini che, con i colleghi Marcello Troiani e Giuseppe Masini,
- Palazzo viale Conizugna,14 Milano. con arch. Boschivi Impresa di costruzioni Antonio Bassanini

- Villa Crespi "Il Biffo" a Merate (Lecco) (1935-38)
- Edificio Ras, oggi Palazzo Beltrade in via Torino (1935-38, alterato)
- Case Brughera in via Tiziano a Milano (1936-38)[11]
- Casa e Studio Portaluppi, in via Morozzo della Rocca a Milano (1935-1939)
- Sede della Federazione dei fasci milanesi in piazza San Sepolcro a Milano (1935-1940)
- Palazzo dell'Arengario (1937-42, 1950-56, con Enrico Agostino Griffini, Pier Giulio Magistretti, Giovanni Muzio)

- Palazzo in via de Amicis,25, Milano (1944/45 Impresa Bassanini), con Gualtiero Galmanini

- Cimitero Monumentale di Milano, Edicola Girola (1941) sculture di Giannino Castiglioni
- Restauro del Castelletto a Corbetta (1941-42)
- Trasformazione del convento di San Vittore a sede del Museo della Scienza e della Tecnica (1947-53), con Gualtiero Galmanini
- Palazzo della Riunione Adriatica di Sicurtà, in Piazza Aurelio Saffi, a Forlì (1949-1955)
- Restauro dell'Ospedale Maggiore a sede dell'Università Statale (1949-70), con Gualtiero Galmanini
- Sistemazione del castello degli Arcimboldi detto "la Bicocca" in viale Sarca a Milano (1952-54), con Gualtiero Galmanini
- Maison de l'Italie alla Cité Universitaire di Parigi (1952-58)
- Villa Plinii (Lago di Como) in Lierna Lago di Como (1953-56), con Gualtiero Galmanini
- Sede della Ras in corso Italia a Milano (1956-62), con Gio Ponti, Gualtiero Galmanini, Antonio Fornaroli, Alberto Rosselli
- Sede della Banco Ambrosiano in Piazza Ferrari 10 a Milano (1960-66), con Gualtiero Galmanini

### Centrali elettriche
- Centrale idroelettrica di Verampio, Crodo, VB (1912-17, 1930)
- Centrale idroelettrica di Crego, Crodo, VB (1916-19)
- Centrale idroelettrica di Grosio, Grosio, SO (1918-20)
- Centrale idroelettrica di Valdo, Formazza, VB (1920-23)
- Centrale idroelettrica di Sottofrua, Formazza, VB (1922)
- Centrale idroelettrica di Crevola Toce, Crevoladossola, VB (1923-24)
- Centrale idroelettrica di Cadarese, Premia (1925-29)
- Centrale termoelettrica "Emilia" di Piacenza, PC (1925-29) - Società Generale Elettrica Adamello
- Centrale idroelettrica di Vaprio d'Adda, MI (1947-51)

### Pubblicazioni
- Piero Portaluppi, L'Architettura del Rinascimento nell'ex ducato di Milano 1450-1500, tip. A. Rizzoli e C., Milano 1914.
- Piero Portaluppi, La casa de gli Atellani in Milano, Bestetti Edizioni d'Arte e Tumminelli, Milano 1922.
- Piero Portaluppi e Raffaele Calzini, Il palazzo e la famiglia Durini in due secoli di vita milanese 1648-1848, Bestetti Edizioni d'Arte e Tumminelli, Milano 1923.
- Piero Portaluppi, Aedilitia I, Bestetti Edizioni d'Arte e Tumminelli, Milano-Roma 1924.
- Piero Portaluppi, Marco Semenza, Milano com'è ora come sarà, Bestetti Edizioni d'Arte e Tumminelli, Milano-Roma 1927.
- Piero Portaluppi, Aedilitia II, Bestetti Edizioni d'Arte e Tumminelli, Milano-Roma 1930.
- Piero Portaluppi e Agnoldomenico Pica, La Basilica Porziana di San Vittore al Corpo, Officine Grafiche Esperia, Milano 1934.
- Piero Portaluppi e Agnoldomenico Pica, Le Grazie, Casa Editrice Mediterranea, Roma 1937.
- Piero Portaluppi, Gnomonica atellana, a cura di Alberto Alpago Novello, Alfieri e Lacroix, Milano 1968.